# Arsenio García Lavid
Arsenio García Lavid (Santiurde de Reinosa, Cantabria; 26 de abril de 1896 - Cabañas de Virtus, provincia de Burgos; 20 de agosto de 1937) fue un sacerdote diocesano ordenado el 22 de marzo de 1920.

## Biografía
Era hijo de Lorenzo García y de Manuela Lavid (vecinos de Santiurde), y llegó a la parroquia de San Ginés de Arlés de Cerrazo en enero de 1931.

### Represión y asesinato
Fue amenazado repetidas veces en el contexto de la persecución religiosa del período del Frente Popular. Incluso llegó a decirle al vecino José Cuesta Torre: "Pepe, a mí me van a matar".
En una ocasión se le fue a buscar a la casa parroquial, donde, al no encontrarle se amenazó a su madre. A continuación se acudió al domicilio de doña Otilia González de Peredo, donde se encontraba, y de donde escapó saliendo por la puerta trasera y saltando las tapias para subir al monte para ocultarse en la cabaña propiedad de Virgilio Castillo Sánchez en el paraje de Sopeña en Cildad.
Al estallar la Guerra Civil, abandonó la parroquia, refugiándose en domicilio particular en Santander. Sin embargo, a pesar de haber abandonado la vestidura talar, debió ser reconocido por algún feligrés de Cerrazo en Santander, ya que fue detenido en dicho domicilio y encarcelado.
Estuvo en el Alfonso Pérez y en el penal de El Dueso (Santoña). En el momento de su asesinato, se hallaba junto con otros prisioneros realizando labores defensivas en el frente del Escudo, donde fue obligado a blasfemar bajo amenaza de muerte, a lo que él se negó, por lo que fue fusilado, siendo sus últimas palabras las de perdón para sus asesinos: No conseguiréis jamás que blasfeme; podéis matarme si queréis. Yo, además, os perdono.
Está abierta su causa de beatificación.